# Temple de Besakih

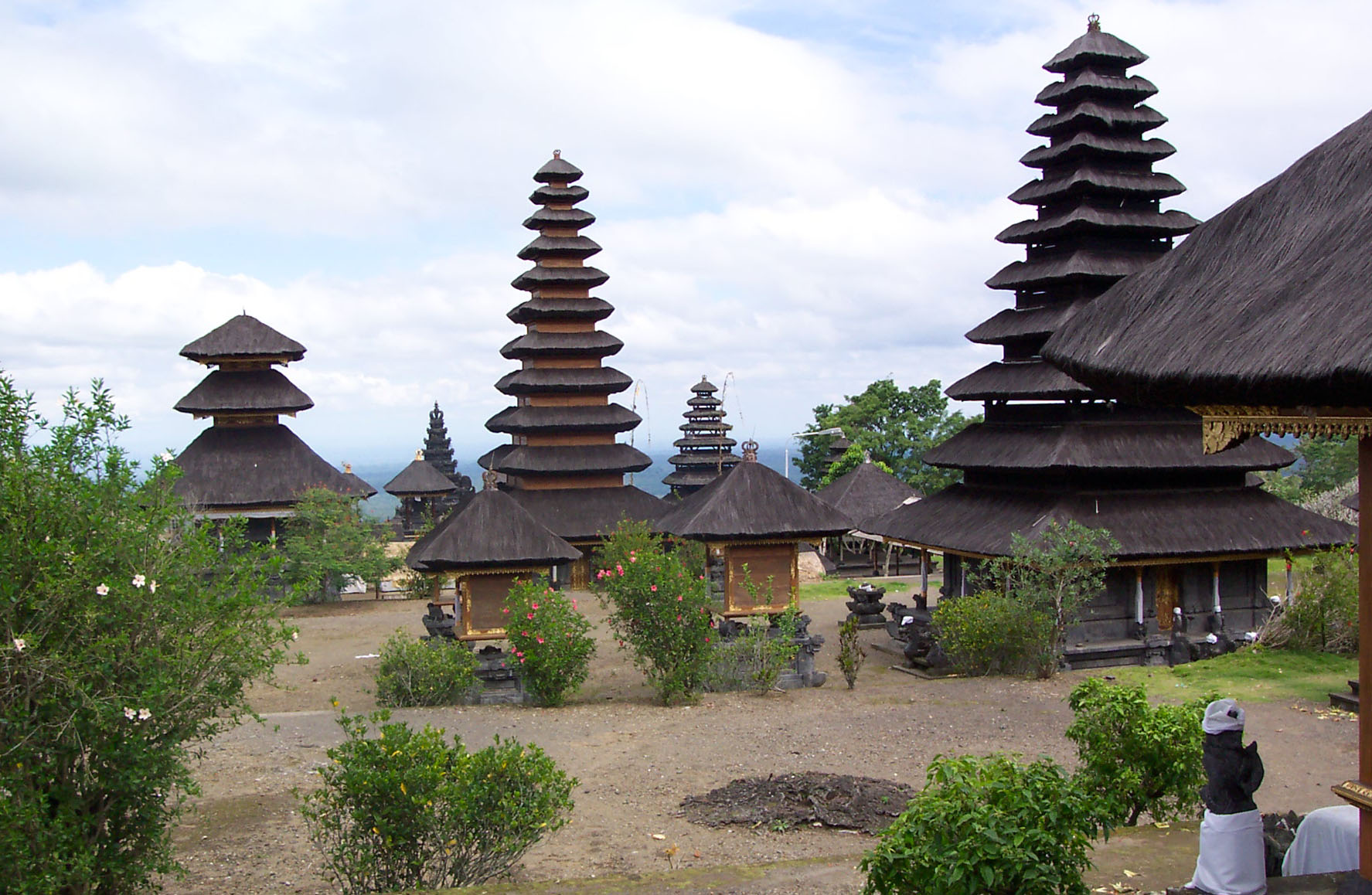
Temple de Besakih

Le temple de Besakih est un temple hindouiste situé près du mont Agung, dans l'Est de Bali, en Indonésie.

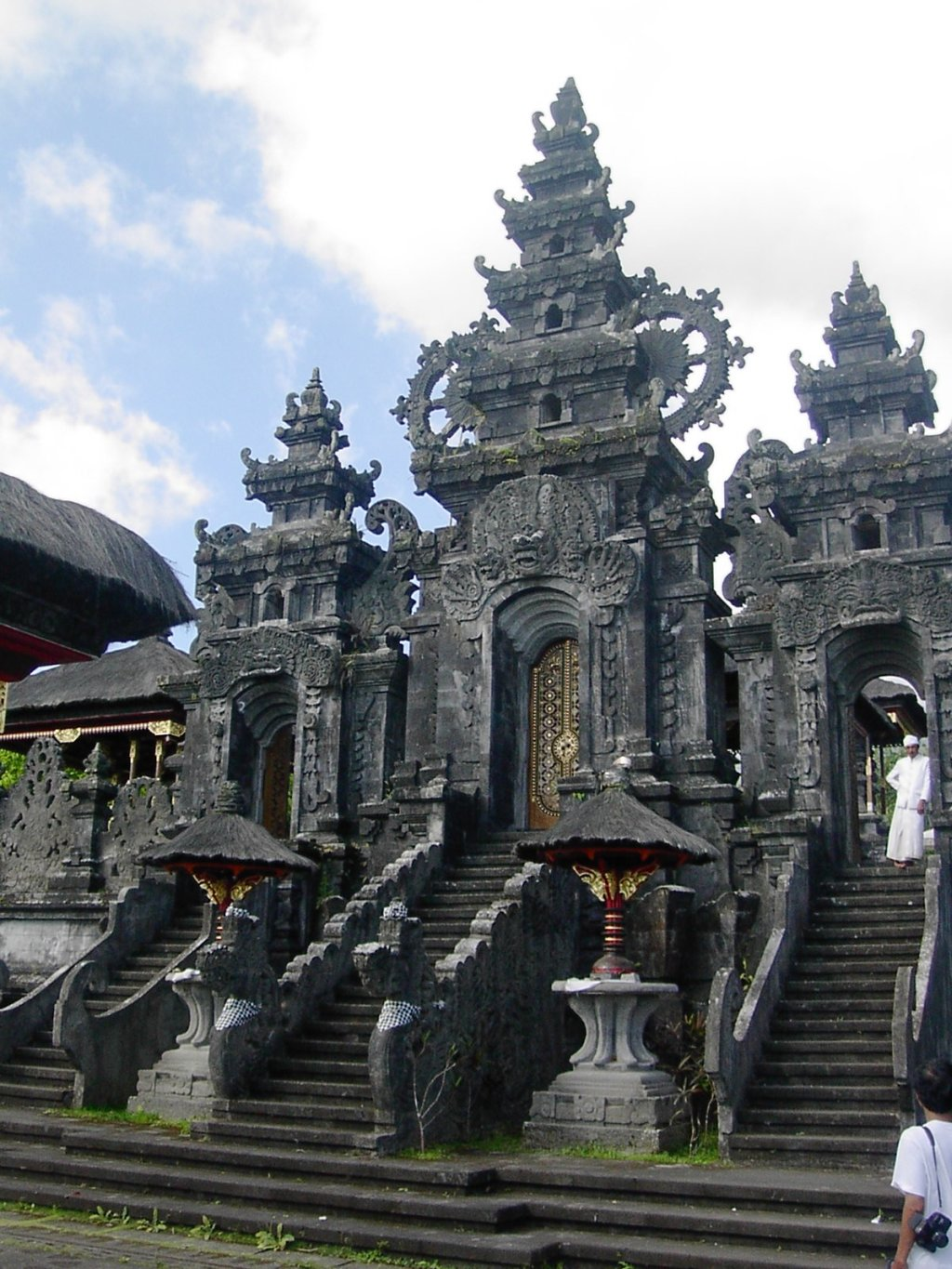
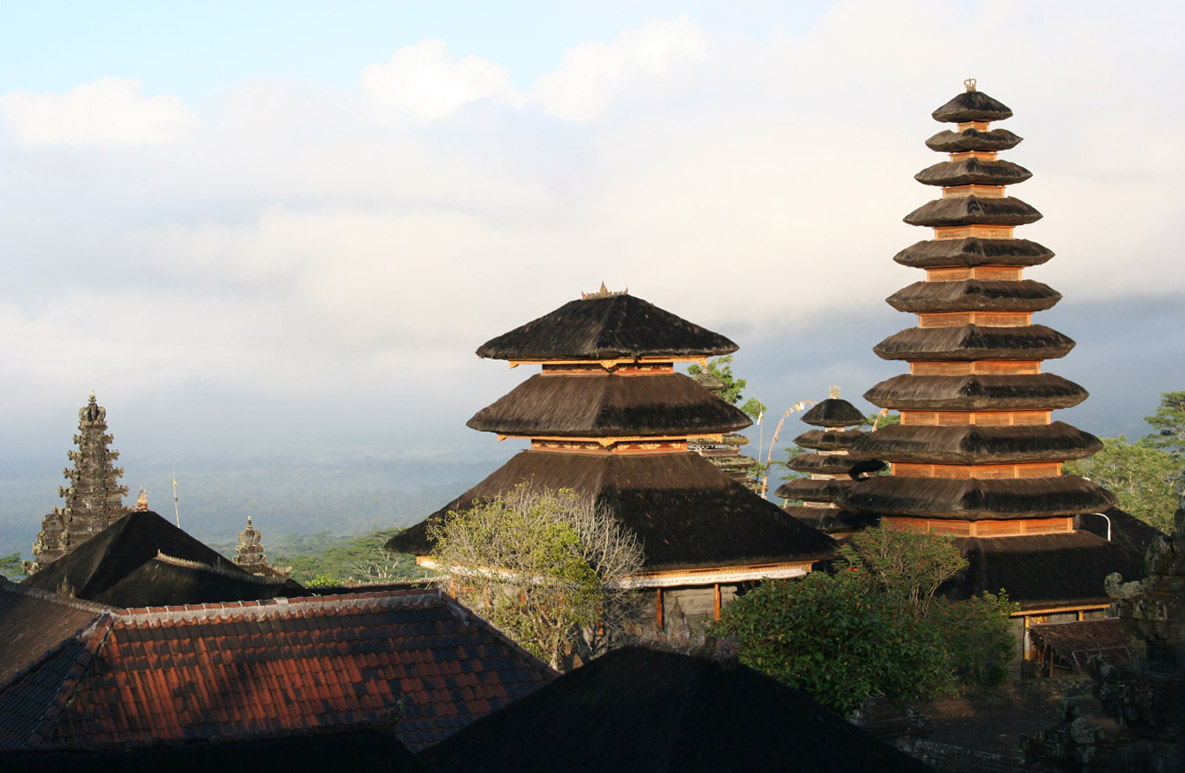
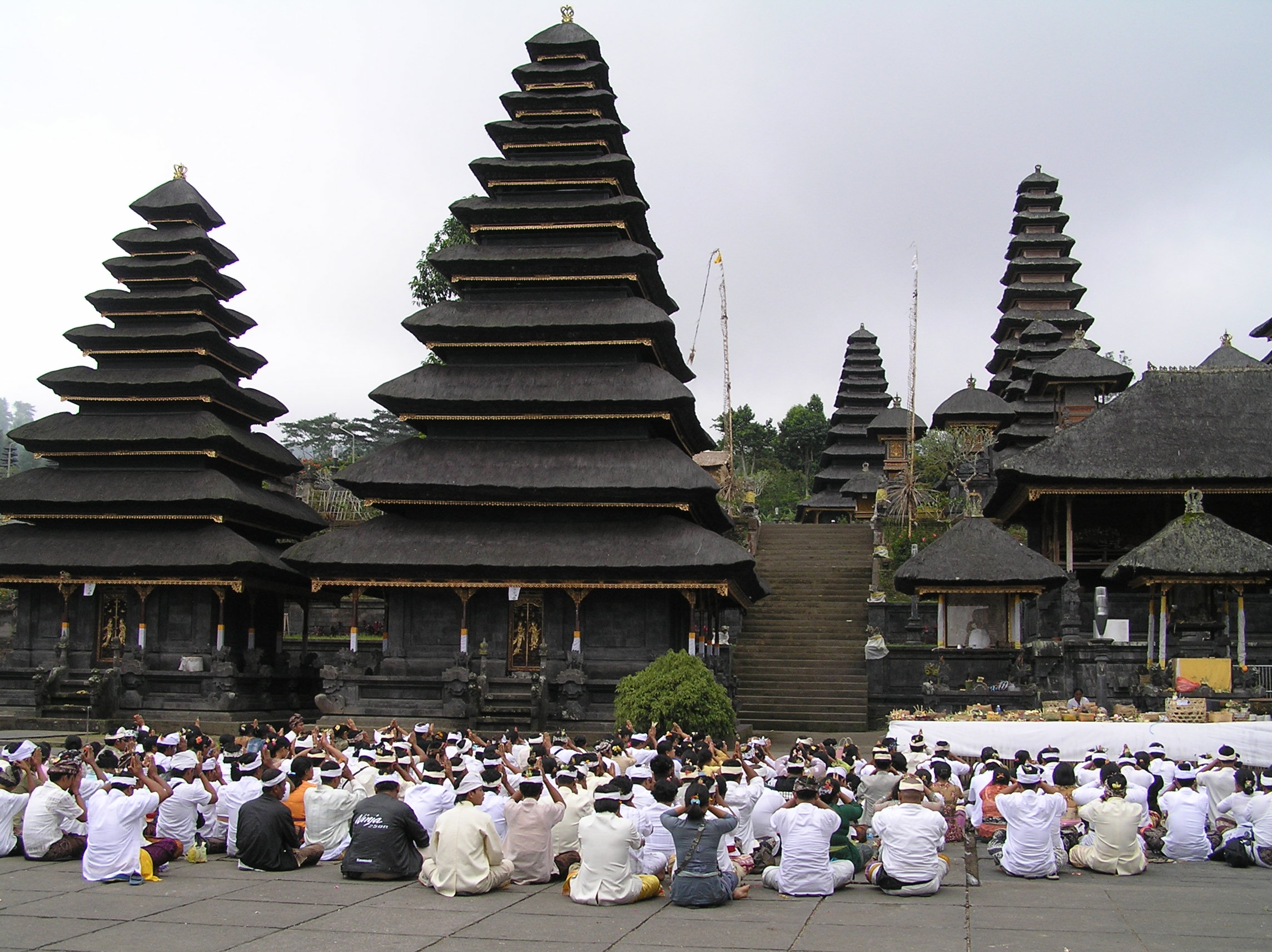